# 莫尔加
莫尔加（西班牙語：Morga）是西班牙巴斯克自治区比斯开省的一个市镇。总面积12平方公里，总人口400人（2001年），人口密度33人/平方公里。